# Guillaume de Bénévent
Guillaume de Bénévent,  mort le 17 avril 1208, est un prélat français du  XIIe siècle et du  début du XIIIe siècle, archevêque d'Embrun.

## Biographie
Guillaume de Bénévent est chanoine à Fréjus et prévot du chapitre de Digne. Il entre plus tard dans l'ordre de Saint-Bruno à la chartreuse de Montrieux. Guillaume de Bénévent, archevêque d'Embrun de 1198 à 1208, serait la même personne[réf. nécessaire] que l'évêque de Digne.
Le pape le commet en 1204 pour connaître des crimes imputés à l'évêque de Vence. 